# 詹姆斯·麥艾維
詹姆斯·安德魯·麥艾維（英語：James Andrew McAvoy，/ˈmækəvɔɪ/ MAK-ə-voi，1979年4月21日—）是一位苏格兰男演員。參演過較著名的作品如電影《納尼亞傳奇：獅子·女巫·魔衣櫥》（2005年）、《X戰警電影系列》當中幾集，《贖罪》（2007年）、《刺客聯盟》（2008年）和《分裂》（2016年）。
2001年至2005年間他主要參與電視劇的演出，如《沙丘之子》和BBC《政局密雲》影集。電影方面則在《納尼亞傳奇：獅子·女巫·魔衣櫥》及《最後的蘇格蘭王》後受到觀眾矚目，轉戰電影方面。而後更憑在《贖罪》中的演出獲得金球獎最佳戲劇類電影男主角的提名，2016年的《分裂》的演出也獲得好評。
而麥艾維也於超級英雄電影《X戰警：第一戰》（2011年）、《X戰警：未來昔日》（2014年）、《X戰警：天啟》（2016年）與《X戰警：黑鳳凰》（2019年）中飾演年輕版本的查爾斯·賽維爾 ／X教授。
2013年，他憑在電影《下流刑警》中飾演的布魯斯·羅柏森一角而獲得英國獨立電影獎最佳男主角。
2016年，他在奈·沙馬蘭執導的《分裂》中飾演有二十三種人格的解離性人格疾患（DID）患者凱文·溫德爾·克倫姆，並因此獲得了好評。

## 早期生活
麥艾維出生於蘇格蘭因弗克萊德格拉斯哥，母親伊莉莎白（Elizabeth，閨姓Johnstone）是一名精神科護士，父親詹姆斯·麥艾維是名建築師，妹妹喬依·麥艾維則是一名歌手。麥艾維的雙親是在麥艾維7歲時離婚，而麥艾維便與外祖父母－瑪莉和詹姆斯·約翰史東住在一起。麥艾維曾進入聖托馬斯·阿奎納天主教學校就讀，立志要成為神父。麥艾維曾在青年訓練戲院中待超過6年，由馬利·吉伯特（Mhari Gibert）訓練。2000年從蘇格蘭皇家音樂學院畢業。

## 個人生活
麥艾維的前妻為《無恥之徒》的合作演員安-瑪莉·達芙。麥艾維是科幻小說迷，他也是的球迷。
麥艾維熱心公益，曾參與2012年及2014年的英國慈善足球賽事足球援助，在其中為世界明星隊隊員之一。
麥艾維在故鄉格拉斯哥，為母校皇家蘇格蘭音樂戲劇學院（Royal Conservatoire of Scotland）捐款設立了詹姆斯·麥艾維獎學金。提供給年輕人演戲唱歌導演的多一項機會。
2016年5月13日，麥艾維與達芙共同宣布離婚，並於2017年與演員麗莎李柏拉蒂開始交往

## 演藝生涯

### 早期（1994～2008）
麥艾維於15歲時演出了電影《The Near Room》(1994)中的一個小角色，自此開啟了他的演藝生涯。麥艾維曾經承認，他並不十分享受《The Near Room》的拍攝過程，但卻因為對該片的演員艾拉納·布雷迪(Alana Brady)有好感而被她激勵，選擇踏上演藝之路，並進入蘇格蘭皇家音樂學院(原蘇格蘭皇家音樂戲劇學院)就讀，且在2000年畢業。2001年，導演喬·萊特注意到他在舞台劇中的演出，進而邀請他作為新戲的男主角，促成兩人2007年合作的《贖罪》。他早期除電影作品外，也演出了一些英國的電視劇及舞台劇，2001年他在史蒂芬·史匹柏及湯姆·漢克斯等人導演的迷你影集《諾曼第大空降》中獲得了一個角色，這也是他與演員麥可·法斯賓達的第一次合作。而2002年他演出電視劇《白牙》中的一個記者角色，使他受到了廣泛的關注。他在2003年也演出了收視率極高的迷你影集《沙丘之子》。而在演出《政局密雲》中一個沒有原則的記者後，他的戲約更是不斷。因為本片的演員非常傑出，這部戲劇也獲得《芝加哥論壇報》推薦為「必看」之作。。電影方面，他在2002年演出了《寶來塢女王》，這部片結合西城故事與羅密歐與茱麗葉的元素，描述一對命運多舛的戀人與傳統禮教對抗的故事。2004年，他更是在浪漫愛情電影《網住愛情》中擔任主角。真正使他開始在電影界受到注意的是2005年的《納尼亞傳奇：獅子、女巫、魔衣櫥》，這部電影使他的公眾形象有顯著上升。而2007年的《珍愛來臨》更使他成為了許多文藝片第一男主角的首選，此時他的星途看似順遂，但麥艾維早期扮演的角色多偏向文弱書生，故一開始被定型為陰鬱派的男星，為此麥艾維本人也表示害怕被定型為只能演討人喜歡的英國人角色，因此在演出一些如《贖罪》類型的電影，建立知名度後，開始考慮轉型。

### 轉型（2008後）
麥艾維職業生涯中一個重要的轉捩點即是2008年與安吉丽娜·朱莉及摩根·費里曼合作演出的《刺客聯盟》，基於這部片對男主角體格的要求，他剛開始在接受試鏡時並不是男主角的第一人選，麥艾維日後回想，他認為自己是當時試鏡者中較不占優勢的一位，但經過一段時間的選拔，這個劇組決定要選出一位「古怪」的男主角，他也終於獲得這個角色。拍攝過程中，因為該片有許多動作場面而導致麥艾維的膝蓋及腳踝多處扭傷，但他仍表示十分享受這部片的拍攝，麥艾維從未拍過這種類型的動作片，他認為這部片的拍攝也帶給他一種不一樣的嘗試。。這部片在2008年6月上映後，獲得廣泛媒體的好評，在票房上也獲得絕對的成功，全球票房達3.41億美元，而本片成本只有7500萬美元，麥艾維首次嘗試動作片就獲得成功，也帶給他轉型的信心。他接著在2009年的傳記電影為愛起程中擔任男配角，並在本片中與當時的妻子安-瑪莉·達芙合作演出，該片使他入圍衛星獎的最佳男配角獎。2011年他演出了使他一炮而紅的《X戰警：第一戰》，從此便固定接下了這個系列中的查爾斯·賽維爾 ／X教授一角。 2013年，麥艾維在《索命記憶》中挑戰了演藝生涯中少數演出的反派角色，並挑戰了一部轉型的電影《下流刑警》，在這部2013年上映的黑色幽默驚悚電影中，他飾演一位道德淪喪且渴望升遷的刑警，與之前他慣常飾演的角色類型截然不同，他在這部片中的演出獲得了普遍好評，也經由這部電影獲得許多獎項。日後他也陸續接演了《分裂》(2016)、《極凍之城》(2017)等電影，在演技上有很大的突破，成功轉型。

## 軼事
- 麥艾維的英語是腔調濃厚的蘇格蘭英語，因此不僅是普通人，就連和他對戲的演員及導演有時都聽不懂他說的話。但是身為職業演員的他在演戲時，他的口音卻能在蘇格蘭英語、英國英語、美國英語間自由轉換。
- 麥艾維看似陰鬱斯文，但是在受訪時及私底下都是相當幽默風趣的人，說話也十分開放。同時也是運動健將，是一位四級劍術家，會打拳擊、橄欖球，也熱愛踢足球。
- 麥艾維十分喜愛蘇格蘭，在參加正式場合時有時會穿著蘇格蘭裙，最喜愛的球隊也是蘇格蘭的。

## 作品列表

### 電影
| 年份   | 標題                               | 標題                                                           | 角色                 | 備註 |
| 年份   | 譯名                               | 原名                                                           | 角色                 | 備註 |
| ------ | ---------------------------------- | -------------------------------------------------------------- | -------------------- | --- |
| 1994年 |                                    | The Near Room                                                  | 凱文                 | |
| 1997年 |                                    | An Angel Passes by                                             | 當地的男孩           | 短片 |
| 1997年 | 《再生》                           | Regeneration                                                   | 安東尼·鮑福          | |
| 2001年 | 《游泳池》                         | Swimming Pool                                                  | 麥可                 | |
| 2003年 | 《光彩年華》                       | Bright Young Things                                            | 賽門·寶凱恩          | |
| 2004年 | 《寶來塢女王》                     | Bollywood Queen                                                | 杰                   | |
| 2004年 | 《網住愛情》                       | Wimbledon                                                      | 卡爾·寇特            | |
| 2004年 | 《扯線王子復仇記》                 | Strings                                                        | Hal                  | |
| 2004年 | 《生命的舞動》                     | Inside I'm Dancing                                             | Rory Gerard O'Shea   | 提名-倫敦影評人協會獎年度英國男主角 |
| 2005年 | 《納尼亞傳奇：獅子、女巫、魔衣櫥》 | The Chronicles of Narnia: The Lion, the Witch and the Wardrobe | 人羊                 | 提名-倫敦影評人協會獎年度英國男配角 |
| 2006年 | 《最後的蘇格蘭王》                 | The Last King of Scotland                                      | 尼可拉斯·蓋瑞崗醫師  | 英國電影學院獎明日之星 英國學院蘇格蘭獎最佳電影男主角 提名-英國電影學院獎最佳男配角 提名-英國獨立電影獎最佳男主角 提名-歐洲電影獎最佳男主角 提名-倫敦影評人協會獎年度英國男主角 |
| 2006年 | 《戀愛學分》                       | Starter for 10                                                 | 布萊恩·傑克森        | |
| 2007年 | 《珍愛來臨》                       | Becoming Jane                                                  | 湯姆·勒弗伊          | |
| 2007年 | 《真愛之吻》                       | Penelope                                                       | 麥斯                 | |
| 2007年 | 《赎罪》                           | Atonement                                                      | 羅比·泰納            | 提名-英國電影學院獎最佳男主角 提名-歐洲電影獎最佳男主角 帝國獎最佳男主角 提名-金球獎最佳戲劇類電影男主角 提名-愛爾蘭電影獎最佳國際男演員 倫敦影評人協會獎年度英國男配角         |
| 2008年 | 《刺客聯盟》                       | Wanted                                                         | 衛斯理·吉本森        | 提名-MTV電影大獎最佳接吻 |
| 2009年 | 《為愛起程》                       | The Last Station                                               | Valentin Bulgakov    | 提名-衛星獎最佳電影男配角 |
| 2010年 | 《驚殺大陰謀》                     | The Conspirator                                                | Frederick Aiken      | |
| 2011年 | 《X戰警：第一戰》                  | X: First Class                                                 | 查爾斯·扎維爾／X教授 | IGN獎最佳群戲 提名-尖叫獎最佳奇幻男主角 提名-尖叫獎最佳超級英雄 提名-尖叫獎最佳整體演出 提名-全美民選獎最受歡迎超級英雄 提名-全美民選獎最受歡迎電影群戲                         |
| 2011年 | 《糯米歐與茱麗葉》                 | Gnomeo & Juliet                                                | 糯米歐               | 配音 |
| 2011年 | 《聖誕快遞》                       | Arthur Christmas                                               | 亞瑟                 | 配音 |
| 2013年 | 《無間追緝》                       | Welcome to the Punch                                           | Max Lewinsky         | 倫敦影評人協會獎年度英國男主角 |
| 2013年 | 《索命記憶》                       | Trance                                                         | Simon                | 倫敦影評人協會獎年度英國男主角 |
| 2013年 | 《下流刑警》                       | Filth                                                          | Bruce Robertson      | 倫敦影評人協會獎年度英國男主角 英國獨立電影獎最佳男主角 帝國獎最佳男主角 英國學院蘇格蘭獎最佳電影男主角                                                                         |
| 2014年 | 《X戰警：未來昔日》                | X-Men: Days of Future Past                                     | 查爾斯·扎維爾／X教授 | |
| 2014年 | 《因為愛情：二部曲》               | The Disappearance of Eleanor Rigby                             | Conor Ludlow         | |
| 2015年 | 《怪物》                           | Victor Frankenstein                                            | Victor Frankenstein  | |
| 2016年 | 《X戰警：天啟》                    | X-Men: Apocalypse                                              | 查爾斯·扎維爾／X教授 | |
| 2016年 | 《分裂》                           | Split                                                          | 凱文·溫德爾·克倫姆   | 提名-MTV影視大獎最佳電影演員 聖地牙哥影評人協會獎最佳男主角 |
| 2017年 | 《極凍之城》                       | Atomic Blonde                                                  | David Percival       | |
| 2017年 | 《淹沒》                           | Submergence                                                    | James Moore          | |
| 2018年 | 《糯爾摩斯》                       | Sherlock Gnomes                                                | 糯米歐               | 配音 |
| 2018年 | 《死侍2》                          | Deadpool 2                                                     | 查爾斯·扎維爾／X教授 | 客串 |
| 2019年 | 《異裂》                           | Glass                                                          | 凱文·溫德爾·克倫姆   | |
| 2019年 | 《X戰警：黑鳳凰》                  | X-Men: Dark Phoenix                                            | 查爾斯·扎維爾／X教授 | |
| 2019年 | 《牠：第二章》                     | It: Chapter Two                                                | 比爾·丹柏            | |
| 2021年 | 《尋子風暴》                       | My Son                                                         | Edmond Murray        | |
| 2022年 | 《泡泡劇組》                       | The Bubble                                                     | 他自己               | 客串 |
| 2023年 | 《彌賽亞狂想》                     | The Book of Clarence                                           | 本丟·彼拉多          | |
| 2024年 | 《邪惡勿語》                       | Speak No Evil                                                  | Paddy                | |

### 電視
| 年份           | 標題             | 標題                             | 角色              | 備註                                     |
| 年份           | 譯名             | 原名                             | 角色              | 備註                                     |
| -------------- | ---------------- | -------------------------------- | ----------------- | ---------------------------------------- |
| 1997年         | 《舊日火焰》     | The Bill                         | Gavin Donald      | 單集：〈Rent〉                           |
| 2001年         | 《諾曼第大空降》 | Band of Brothers                 | 詹姆斯·米勒二等兵 | 迷你劇；單集：〈Replacements〉           |
| 2001年         | 《洛纳杜恩》     | Lorna Doone                      | 布洛克瑟中士      | 電視電影                                 |
| 2001年         | 《殺手之心》     | Murder in Mind                   | Martin Vosper     | 單集：〈Teacher〉                        |
| 2002年         | 《白牙》         | White Teeth                      | 喬許·馬芬         | 迷你劇；2集                              |
| 2002年         | 《林尼探案集》   | The Inspector Lynley Mysteries   | Gowan Ross        | 單集：〈Payment in Blood〉               |
| 2002年         | 《戰地神探》     | Foyle's War                      | Ray Pritchard     | 單集：〈The German Woman〉               |
| 2003年         | 《沙丘之子》     | Frank Herbert's Children of Dune | 勒托·亞崔艾茲二世 | 迷你劇；3集                              |
| 2003年         | 《政局密雲》     | State of Play                    | 丹·福斯特         | 6集                                      |
| 2004年         |                  | Early Doors                      | 萊安              | 4集                                      |
| 2004年至2005年 | 《無恥之徒》     | Shameless                        | 史提夫·麥布萊     | 13集 提名-英國喜劇獎最佳電視喜劇新人     |
| 2005年         | 《重談莎士比亞》 | ShakespeaRe-Told                 | 喬·馬克白         | 單集：〈Macbeth〉                        |
| 2018年         | 《瓦特希普高原》 | Watership Down                   | Hazel             | 配音；迷你劇                             |
| 2019年         | 《週六夜現場》   | Saturday Night Live              | 他自己（主持人）  | 單集：〈James McAvoy/Meek Mill〉         |
| 2019年至2022年 | 《黑暗元素》     | His Dark Materials               | 艾塞列公爵        | 8集                                      |
| 2021年         | 《一起在一起》   | Together                         | He                | 電視電影                                 |
| 2022年         | 《睡魔》         | The Sandman                      | Golden-Haired Man | 配音；單集：〈Dream of a Thousand Cats〉 |

### 电子游戏
| 年份   | 標題       | 標題       | 角色 | 備註 |
| 年份   | 譯名       | 原名       | 角色 | 備註 |
| ------ | ---------- | ---------- | ---- | ---- |
| 2021年 | 《12分钟》 | 12 Minutes | 丈夫 |      |